# University of North Carolina Press
University of North Carolina Press (UNCP), que l'on peut traduire en « Presses universitaires de l'université de Caroline du Nord », est une maison d'édition universitaire américaine fondée en 1922 ; elle appartient à l'université de Caroline du Nord.